# DR-Baureihe 17.0–1
In die Baureihe 17.0–1 hat die Deutsche Reichsbahn zwei sehr ähnliche Länderbahn-Bauarten von Schnellzuglokomotiven eingeordnet:
- 17 001 bis 17 135: siehe Preußische S 10
- 17 141 bis 17 143: siehe LBE S 10